# 輪違屋糸里
『輪違屋糸里』（わちがいやいとさと）は、浅田次郎の幕末の新選組を主題とした時代小説。『オール讀物』（文藝春秋）にて2002年8月号から2004年2月号まで連載、文藝春秋より2004年5月30日に上下巻にて刊行された。『壬生義士伝』（1998年 - 2000年発表）に続く浅田次郎の新選組物時代小説であり、京都島原の天神・糸里を主人公に、平山五郎の恋人の吉栄、芹沢鴨の愛人のお梅、郷士の女房おまさとお勝の人の女たちの視点で、新選組初期に起こった芹沢鴨暗殺事件を描く。

## あらすじ
島原輪違屋の天神糸里が姉と慕う音羽大夫は、新選組筆頭局長芹沢鴨に無礼打ちされた。
遺体が輪違屋に運び込まれ、壬生浪の非道に島原は騒然となり、新選組幹部の平間重助が土下座して謝る（平間と言うのは「爺や」と呼ばれる芹沢の家来筋で、さえない中年男だ）。その場を収めたのは才覚のある土方歳三だった。
糸里はかねてから土方と恋仲だが、土方は糸里を子供扱いして手を出さない。
芹沢とその一党は商家に押し借りを働き、酒に酔って暴れて京の人々から恐れられていた。新選組は壬生の郷士八木家と前川家を屯所としており、浪士たちに居座られた八木家の女房おまさと前川家の女房お勝は迷惑していたが、普段の浪士たちは意外と礼儀正しく親切で、芹沢も素面のときは折り目正しい武士だった。
お梅は呉服商菱屋太兵衛の妾であるが正妻を追い出してしまい、太兵衛に代わって傾きかけた菱屋を一人で切り盛りしていた。新選組への掛金の取り立てで屯所に通っているうちに芹沢と情を通じるようになっていたが、芹沢から離れられない一方で、頼りない太兵衛にも愛情を感じていた。
桔梗屋の芸妓吉栄は芹沢の腹心の平山五郎と恋仲で体を交わす。吉栄は平山の子を宿していた。平山は吉栄を身請けしたいと言う。悲観的に物事を考える吉栄は自分に芸妓の才能はないと信じ、平山と所帯を持てることを夢見た。しかし浪人の平山が多額の身請け金を払うことなどできないことも分かっていた。
ある日、芹沢は隊士を率いて生糸問屋大和屋を焼き討ちする暴挙を働いた。同じ日に近藤や土方は壬生で相撲興行を開いており、これが気に入らない芹沢の意趣返しである。御所近くの大和屋が燃え、京は騒然となる。会津藩主松平容保は現場に駆けつけ怒りを露にする。火事見物をしていたお梅はこれはただでは済まないと思った。
数日後、近藤、土方らの試衛館派の幹部が松平容保に密かに呼ばれた。輪違屋で隠れるように裃に着替える近藤たちを糸里は不思議そうに見つめていた。
その直後に八月十八日の政変が起きて、新選組にも出動命令が下る。てきぱきと采配したのは天狗党上がりで実戦経験のある芹沢と新見錦で、百姓上がりの近藤と土方は彼らの言うがままだった。おまさとお勝はやはり芹沢の方が本当の武士だと感じた。芹沢の大和屋焼き打ちのために、交替で帰国するはずだった会津藩兵が引き返して兵力が増えていたことも幸いして、政変は会津の勝利に終わる。
芹沢は土方に糸里と平間の仲を取り持つよう無理難題を押し付けてきた。糸里はまだ男を知らないが、愛する土方のためにこれを受け入れる。糸里が平間の待つ茶屋へ行くと、平間は申し訳ないと泣いて謝る。平間は糸里を見て、郷里に残した同じ年頃の娘を思い出し、芹沢に糸里の名を口にしただけだった。父親を知らない糸里は平間を愛おしく思った。屯所へも帰れないのでこの場で腹を切ると詫びる平間に糸里は思わず抱きついた。
格式の高い島原の天神を恋人の土方から奪い、手下に抱かせた芹沢の評判は、隊内でも最悪のものになった。
平間と糸里の仲を取り持つよう難題を持ちかけたのは、土方を怒らせた上で腹を割って話し合うきっかけをつくるためだったのだが、土方が簡単に受け入れてしまい芹沢の方が戸惑っていた。それに、芹沢が京でやっていた押し借りは隊費調達とともに尊攘派浪士の資金源を断つ方策であり、音羽大夫の無礼討ちも大和屋焼き討ちも理由があってのことだった。それは近藤も会津藩も承知しているはずなのだが…。
雨の日、平山は身重の吉栄の様子を見に置屋に来た。平山は短く言葉を交わして屯所へ戻る。吉栄は雨降る中を平山を追い自分の本当の名前の「ゆき」と呼んでくれるよう頼んだ。島原の女は他人に本当の名前を教えてはいけない定めだった。平山はその名を呼ばず、そっと吉栄の口を吸ってやった。
近藤、土方ら百姓が、武士である芹沢を斬る。それは武士ではない彼らが武士となるために踏まねばならない踏絵だった。その抗争に女たちは巻き込まれてゆく。

## 書誌情報
- 『輪違屋糸里 上』 文藝春秋、2004年5月28日 ISBN 978-4-16-322950-8
- 『輪違屋糸里 下』 文藝春秋、2004年5月28日 ISBN 978-4-16-322960-7
- 『輪違屋糸里 上』 文春文庫、2007年3月9日 ISBN 978-4-16-764606-6
- 『輪違屋糸里 下』 文春文庫、2007年3月9日 ISBN 978-4-16-764607-3

## テレビドラマ
二夜連続ドラマスペシャル『輪違屋糸里〜女たちの新選組〜』（わちがいやいとさと おんなたちのしんせんぐみ）としてテレビドラマ化され、TBS系で2007年9月9日と10日の21時から22時48分に2夜連続（全2回）で前後編にて放送された。
同年3月に上戸彩主演での制作を発表。視聴率は前編9.5%、後編9.1%。

### キャスト (テレビドラマ)
- 糸里：上戸彩
- お梅：中嶋朋子
- 音羽太夫：小田茜
- 平山五郎：山本太郎
- 平間重助：温水洋一
- 沖田総司：丸山隆平（関ジャニ∞）
- 藤堂平助：伊崎充則
- おまさ（八木家）：池上季実子
- お勝（前川家）：浅田美代子
- 桔梗屋吉栄：西原亜希
- 斉藤一：山口馬木也
- 新見錦：山田純大
- 八木源之丞：小宮健吾
- 輪違屋平八：金田明夫
- よし乃（輪違屋女将）：古手川祐子
- 近藤勇：的場浩司
- 芹沢鴨：中村獅童
- 土方歳三：伊藤英明

### スタッフ (テレビドラマ)
- 原作：浅田次郎 『輪違屋糸里』
- 脚本：竹山洋
- 技術プロデューサー：川田万里
- テクニカルディレクター：柳沢栄造
- 撮影：古川好伸
- 照明：倉本輝彦/田淵 博
- 音声：冨田健吾
- ビデオエンジニア：栗林伸幸
- 記録：大蔵貴子
- 美術プロデューサー：芝田 正
- 美術制作：山下杉太郎
- 衣装：武内 修/早船光則
- 化粧：稲垣正昭/飯浦亜由美
- 結髪：茂木紀子/佐藤典子
- 床山：荒井孝治/田淵恵子
- 殺陣：宇仁貫三
- 方言指導：上田晴美
- 振り付け：花柳典幸
- 太夫指導：櫛田一栄
- 撮影協力：ワープステーション江戸/常総FC/富士映画
- 企画協力：古賀誠一（オスカープロモーション）
- プロデューサー：森下和清
- 演出：清弘 誠
- 製作：テレパック/TBS

## 映画
『輪違屋糸里 京女たちの幕末』（わちがいやいとさと きょうおんなたちのばくまつ）と題して映画化され、2018年12月15日に公開された。

### 製作
撮影は2016年に2週間の過密スケジュールで行われ、松竹京都撮影所、東映京都撮影所と東京からのスタッフが結集した混成チームによって製作された。
『輪違屋糸里 〜京女たちの幕末〜』のタイトルでの映画化が発表された2016年当初は2017年冬に公開の予定だったが、延期され、2年越しとなる2018年12月15日より全国順次公開。

### キャスト (映画)
- 糸里：藤野涼子
- 吉栄：松井玲奈
- 土方歳三：溝端淳平
- 平山五郎：佐藤隆太
- 音羽太夫：新妻聖子
- 近藤勇：橘炎鷹
- 沖田総司：清家一斗
- 平間重助：徳井優
- 甘味処・隠居：石濱朗（特別出演）
- 松平容保：榎木孝明（特別出演）
- お梅：田畑智子
- 芹澤鴨：塚本高史

### スタッフ (映画)
- 原作：浅田次郎『輪違屋糸里（上・下）』（文春文庫刊）
- 企画監修：花房東洋
- ゼネラルプロデューサー：友田勇生
- プロデューサー：中井厚志、三木和史
- 監督：加島幹也
- 脚本：金子成人、門間宣裕、加島幹也
- 撮影：江原祥二
- 照明：杉本崇
- 録音：南徳昭
- 美術：松宮敏之
- 音楽：平原誠之
- 指揮：井村誠貴
- 演奏：京都フィルハーモニー室内合奏団、その他ソリスト・メンバー
- 主題歌：渡梓「万華鏡」（ヤマハミュージックコミュニケーションズ）
- 編集：國井弘一
- 制作協力：東映京都撮影所
- 企画：銀幕維新の会
- 企画協力：文藝春秋
- 宣伝：MUSA
- 配給：アークエンタテインメント
- 配給協力：エクセレントフィルムズ
- 制作プロダクション：ビデオプランニング
- 製作：「輪違屋糸里」製作委員会